# John Forsberg
John Edvard Valdemar Forsberg, född 8 september 1917 i Malax, död 10 mars 2014 i Vasa, var en finländsk präst och politiker. 
Forsberg var föreståndare för Svenska nykterhetsbyrån i Vasa 1944–1950, blev sacri ministerii kandidat 1949, var ex officio adjunkt i Vasa svenska församling 1951–1960, direktor för Församlingsförbundet 1960–1966 och kyrkoherde i Södra svenska församlingen i Helsingfors 1966–1979. Han var ledamot av Finlands riksdag för Svenska folkpartiet 1954–1958 och gjorde en betydande insats även som kyrkopolitiker, bland annat som medlem av kyrkostyrelsen 1970–1977. 
Forsberg publicerade bland annat Finlands svenska nykterhetsförbunds 50-årshistorik (I kamp för människovärdet, 1955), arbetet Systrarna Hellman och kretsen kring dem (1957) samt sexualguiden Säg ja till livet (1949) under pseudonymen Wald. Edvardsson. Han blev teologie hedersdoktor 1974.